# Nógrádkövesd
Nógrádkövesd (szlovákul: Kivešd) község Nógrád vármegyében, a Balassagyarmati járásban.

## Fekvése
A vármegye délnyugati részén fekszik, Balassagyarmat és Aszód között. Határától alig két kilométerre halad el az Országos Kéktúra útvonal. Közelében találhatók Szandavár várának romjai, melyekhez az Országos Kéktúra-útvonalon lehet a legkönnyebben feljutni.

### Megközelítése
Közúton a legfontosabb megközelítési útvonala a Balassagyarmat és Aszód közti 2108-as út; Szécsénkével és azon keresztül Romhánnyal a 2116-os út köti össze.
A hazai vasútvonalak közül az Aszód–Balassagyarmat–Ipolytarnóc-vasútvonal érinti, melynek egy megállási pontja van itt; Nógrádkövesd vasútállomás a belterület keleti szélén helyezkedik el, közúti elérését a 21 118-as számú mellékút teszi lehetővé.
<--!erre a szakaszra holnap, 220917-én még ránézek, de mosmánaon késővan…
ig vagy Becske alsó megállóhelyig kell utazni, és onnan több lehetőség is van a hegyre felvezető út megtalálásához. (A két vasúti megálló között 2 km a távolság).
A Várhegy több irányból is megközelíthető. Járművel legkönnyebben a néhány éve újonnan épült – Nógrádkövesdről a Becske-Bercel közötti közútra átkötő, – a kőbányához kiágazó szilárd burkolatú úton, vagy a Szanda-Szandaváralja közötti közútról – száraz időben – járható földúton juthatunk fel a sziklakúp tövéhez, amely becsatlakozik a gyalogosan Becske községből felvezető – már említett – kék jelzésű turistaútba.
A falut körülölelő dombos, néhol még erdős vidék számos egyéb túrázási, kirándulási és természetjárási lehetőséget kínál.-->

## Története
Nógrádkövesd nevét 1298-ban említette először oklevél Kuesd írásmóddal.
1298-ban Fogacs és Guta határosaként említették. Gutával a Nagy út is összekötötte.
A 20. század elején Nógrád vármegye Sziráki járásához tartozott.

## Közélete

### Polgármesterei
- 1990–1994: Fazekas Károly (független)[3]
- 1994–1998: Gyurek László (független)[4]
- 1998–2002: Gyurek László (független)[5]
- 2002–2006: Gyurek László (független)[6]
- 2006–2010: Gyurek László (független)[7]
- 2010–2014: Gyurek László (független)[8]
- 2014–2019: Gyurek László (független)[9]
- 2019–2024: Gyurek László (független)[10]
- 2024– : Sinkó Attila (független)[1]

## Népesség
A település népességének változása:
| Lakosok száma | 692  | 683  | 687  | 675  | 612  | 606  | 645  |
|               | 2013 | 2014 | 2015 | 2021 | 2022 | 2023 | 2024 |

1910-ben 461 lakosa volt, melyből 446 magyar, 14 szlovák volt. Ebből 416 római katolikus, 35 evangélikus, 6 izraelita volt.
2001-ben a település lakosságának 98%-a magyar, 2%-a cigány nemzetiségűnek vallotta magát.
A 2011-es népszámlálás során a lakosok 84,3%-a magyarnak, 0,9% cigánynak, 0,3% szlováknak mondta magát (15,7% nem nyilatkozott; a kettős identitások miatt a végösszeg nagyobb lehet 100%-nál). A vallási megoszlás a következő volt: római katolikus 59,2%, református 2%, evangélikus 7%, görögkatolikus 0,6%, felekezeten kívüli 4,5% (25,4% nem nyilatkozott).
2022-ben a lakosság 85,1%-a vallotta magát magyarnak, 1,1% cigánynak, 0,7% szlováknak, 0,2-0,2% ukránnak, szerbnek és németnek, 4,1% egyéb, nem hazai nemzetiségűnek (12,7% nem nyilatkozott; a kettős identitások miatt a végösszeg nagyobb lehet 100%-nál). Vallásuk szerint 45,3% volt római katolikus, 6,5% evangélikus, 2,1% református, 0,5% görög katolikus, 0,3% egyéb keresztény, 0,2% egyéb katolikus, 5,4% felekezeten kívüli (39,7% nem válaszolt).

## Nevezetességei
- Római katolikus templom
- Barcza kúria
- 2011 óta minden év augusztusában megrendezik a Palócfasírt fesztivált.[14]